# Federația Dominicană de Fotbal
Federația Dominicană de Fotbal este forul ce guvernează fotbalul în Republica Dominicană. Se ocupă de organizarea echipei naționale și a altor competiții fotbalistice din stat, precum Primera División de Republica Dominicana.